# ラスベガス・アビエイターズ
ラスベガス・アビエイターズ（Las Vegas Aviators）は、アメリカ合衆国ネバダ州クラーク郡サマリンに本拠地をおくマイナーリーグの野球チームで、オークランド・アスレチックス傘下のAAA級チームであり、パシフィックコーストリーグに所属する。2019年シーズンよりラスベガス・ボールパークを本拠地球場とする。「Aviators」とは、航空機パイロットという意味である。
2005年には中村紀洋が在籍。101試合に出場した。また、元日本ハムで、2008年から親球団の打撃コーチに就任したマイク・イースラーが2007年まで打撃コーチを務めていた。
2011年から2年間は広島と楽天で監督を務めたマーティ・ブラウンが監督として指揮を執った。

## 歴史
1919年にポートランド・ビーバーズとして創設。
1961年にセントルイス・カージナルスと提携。
1962年にカンザスシティ・アスレチックスと提携。
1964年にクリーブランド・インディアンスと提携。
1970年にミルウォーキー・ブルワーズと提携。
1971年にミネソタ・ツインズと提携。
1972年にインディアンスと再び提携。
1973年にテキサス・レンジャーズと提携。チーム名をスポケーン・インディアンスに改名。
1976年にブルワーズと再び提携。
1978年にシアトル・マリナーズと提携。
1982年にカリフォルニア・エンゼルスと提携。
1983年からパシフィックコーストリーグに編入し、サンディエゴ・パドレスと提携。チーム名をラスベガス・スターズに改名。
2001年にロサンゼルス・ドジャースと提携。チーム名をラスベガス・フィフティワンズに改名。チーム名の由来は、同じネバダ州のエリア51から。エリア51が宇宙人が出没するとの噂から、チームマスコットにはグレーの宇宙人が用いられた（名前は「コスモ」）。
2008年9月22日にトロント・ブルージェイズと2010年までの2年契約に合意。
2010年9月21日にブルージェイズと2012年までの2年契約に合意した。
2012年9月17日にニューヨーク・メッツと提携することを発表した。
2019年シーズンからはオークランド・アスレチックスが提携球団となる（2020年までの2年契約）。また、新本拠地が近隣の同州クラーク郡サマリンに建設されたラスベガス・ボールパークとなり、チーム名もラスベガス・アビエイターズに改名となった。

## 過去の主な所属選手
- ショーン・ギルバート
- デビッド・ロス
- マイク・キンケード
- ケビン・バーン
- 木田優夫
- ラリー・バーンズ
- スコット・マレン
- バッバ・クロスビー
- ブライアン・ファルケンボーグ
- バディ・カーライル
- D.J.ホールトン
- ジェイソン・グラボースキー
- 中村紀洋
- ディオナー・ナバーロ
- ジョナサン・ブロクストン
- ラッセル・マーティン
- アンドレ・イーシアー
- ジェームズ・ローニー
- チャド・ビリングズリー
- マット・ケンプ
- ウィルソン・バルデス
- A.J.エリス
- ミッチ・ジョーンズ
- ジョン・イーライ
- ブレット・セシル
- カイル・ドレイベック
- デュマス・ガルシア
- デビッド・クーパー
- ブレット・ロウリー
- アンソニー・ゴース
- アデイニー・エチェバリア
- アンソニー・セラテリ
- チャド・ベック
- ウィルマー・フローレス
- ジェイコブ・デグロム
- ノア・シンダーガード
- ブランドン・ニモ
- ポール・シーウォルド
- チェイスン・ブラッドフォード
- ジャンカルロ・アルバラード